# イソキシス
イソキシス (Isoxys) は、カンブリア紀に生息していた節足動物の一種。2枚の殻で全体が覆われ、遊泳性の捕食者であったと推測される。1対の大きな球形の眼を持つ。1対の大付属肢に類似した付属肢を持つが、同時代にはこのような付属肢を持つ節足動物が多く見られた。 
全長は4.5cmほど。

## 生態
熱帯海域に生息しており、広い分布域を持っていた。
眼の形態から、同一種でも異なる光環境に適応していたことが推測されている。例えば I. auritus では、ある個体は夕暮れ程度の明るさ、別の個体は日中の明るさに適応した眼を持っていたと考えられる。

## 種

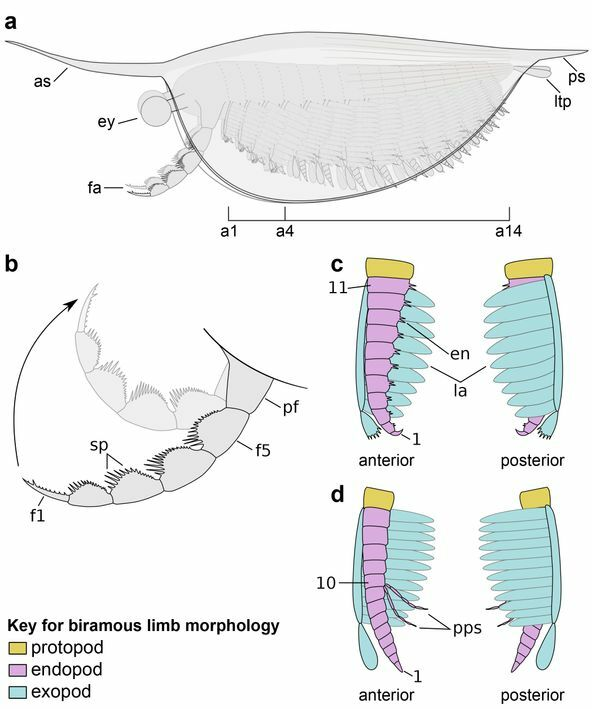
I. curvirostratusの復元図

シリウスパセットからはI. volucrisが豊富に産出するほか、中国からはI. auritusが見つかる。バージェス頁岩の葉脚類層からは、1個体のI. longissimus・163個体のI. acutangulusが発見されており、これは群集の0.31%を構成する。

## 参照
- 澄江動物群